# Bodyshaming
Als Bodyshaming bzw. Body-Shaming [ˈbɒdi ʃeɪmɪŋ] werden vor allem in sozialen Netzwerken abwertende Äußerungen über das Aussehen anderer bezeichnet. Der Begriff setzt sich zusammen aus Body, englisch für ‚Körper‘ und Shaming, englisch für ‚Beschämung‘. Eine verbreitete Form des Bodyshamings ist gewichtsbezogene Stigmatisierung.

## Begriffsabgrenzung
Die Gesundheitspsychologinnen Constanze Schlüter, Gerda Kraag und Jennifer Schmidt haben auf Grundlage einer explorativen Online-Befragung von 25 Personen eine Definition für „Bodyshaming“ vorgeschlagen. Dabei fassten sie die unterschiedlichen Vorstellungen der Befragten zusammen als „einen nicht wiederholten Akt, in dem eine Person ungefragt hauptsächlich negative Meinungen oder Kommentare über den Körper des Opfers (Größe, Form, Gewicht, Körperteile, mit dem Körper zusammenhängendes Erscheinungsbild, Extremitäten usw.) abgibt“. Das geschehe nicht zwingendermaßen mit dem Willen, die Person zu verletzen. Unter den Überbegriff Bodyshaming fielen dann eine Reihe von Unterformen wie Fatshaming oder Skinny-Shaming. Schamgefühl bezüglich des eigenen Körpers bezeichnen sie als body shame („Körperscham“). Von Bodyshaming betroffen sind meist Personen, die einem Schönheitsideal nicht entsprechen. Diese Ideale können durch stereotypische Darstellungen in Medien und Werbung verstärkt werden.
Bodyshaming ist abzugrenzen von einer reinen Bewertung des Aussehens oder Ratschlägen zur Gestaltung der äußeren Erscheinung. Eine Diskriminierung aufgrund des Aussehens wird auch Lookism genannt. Die krankhafte Wahrnehmung des eigenen Körpers als hässlich wird auch als Dysmorphophobie bezeichnet. Bei dieser Störung findet aber oft kein Bodyshaming durch die Umwelt statt. Eine Diskriminierung aufgrund der Hautfarbe gilt als Rassismus. Bodyshaming aufgrund nicht erfüllter äußerlicher Stereotype des Geschlechts kann auch als Sexismus gewertet werden.
Oft passiert Bodyshaming auf Social-Media-Plattformen oder Imageboards.  Bodyshaming kann auch Aspekt von Mobbing und Cyber-Mobbing sein. Besonders betroffen sind Frauen sowie Personen in Pubertät und Adoleszenz.

## Aktivismus gegen Bodyshaming
Die Body-Positivity-Bewegung versucht Menschen davon zu überzeugen, dass sie trotz einer Abweichung vom Schönheitsideal mit ihrem Körper zufrieden sein können. Der Ansatz body neutrality („Körperneutralität“) strebt dagegen an, die gesellschaftliche Fokussierung auf Körper zu reduzieren und körperliche Vielfalt als neutrales Merkmal von Menschen zu sehen.